# Mount Gilead (Ohio)
Mount Gilead es una villa ubicada en el condado de Morrow en el estado estadounidense de Ohio. En el Censo de 2010 tenía una población de 3660 habitantes y una densidad poblacional de 415,87 personas por km².

## Geografía
Mount Gilead se encuentra ubicada en las coordenadas 40°33′15″N 82°49′41″O / 40.55417, -82.82806. Según la Oficina del Censo de los Estados Unidos, Mount Gilead tiene una superficie total de 8.8 km², de la cual 8,77 km² corresponden a tierra firme y (0,32 %) 0,03 km² es agua.

## Demografía
Según el censo de 2010, había 3660 personas residiendo en Mount Gilead. La densidad de población era de 415,87 hab./km². De los 3660 habitantes, Mount Gilead estaba compuesto por el 97,1 % blancos, el 0,33 % eran afroamericanos, el 0,08 % eran amerindios, el 0,19 % eran asiáticos, el 0,27 % eran de otras razas y el 2,02 % eran de una mezcla de razas. Del total de la población el 1,89 % eran hispanos o latinos de cualquier raza.

## Galería

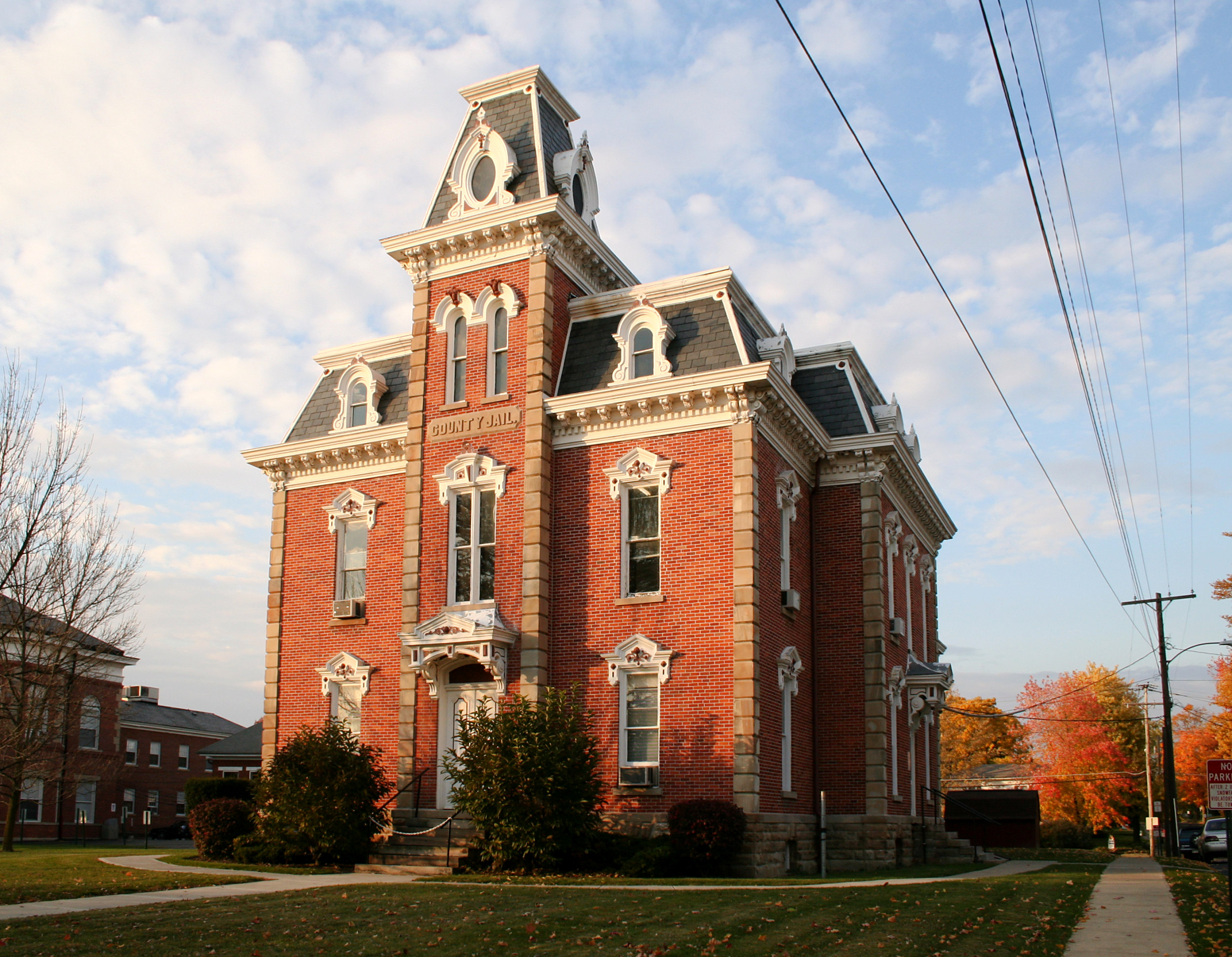
Antigua Cárcel del Condado de Morrow
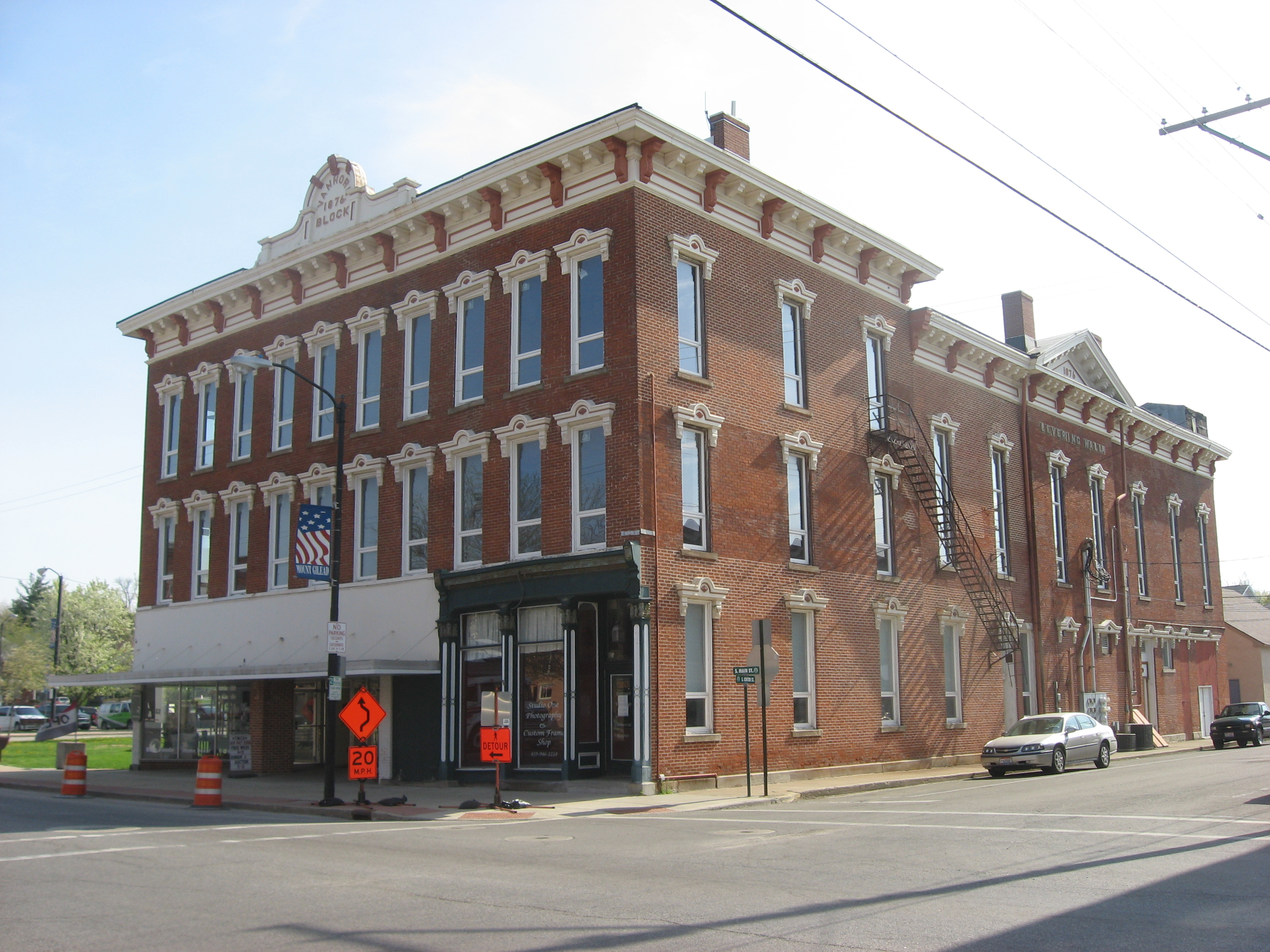
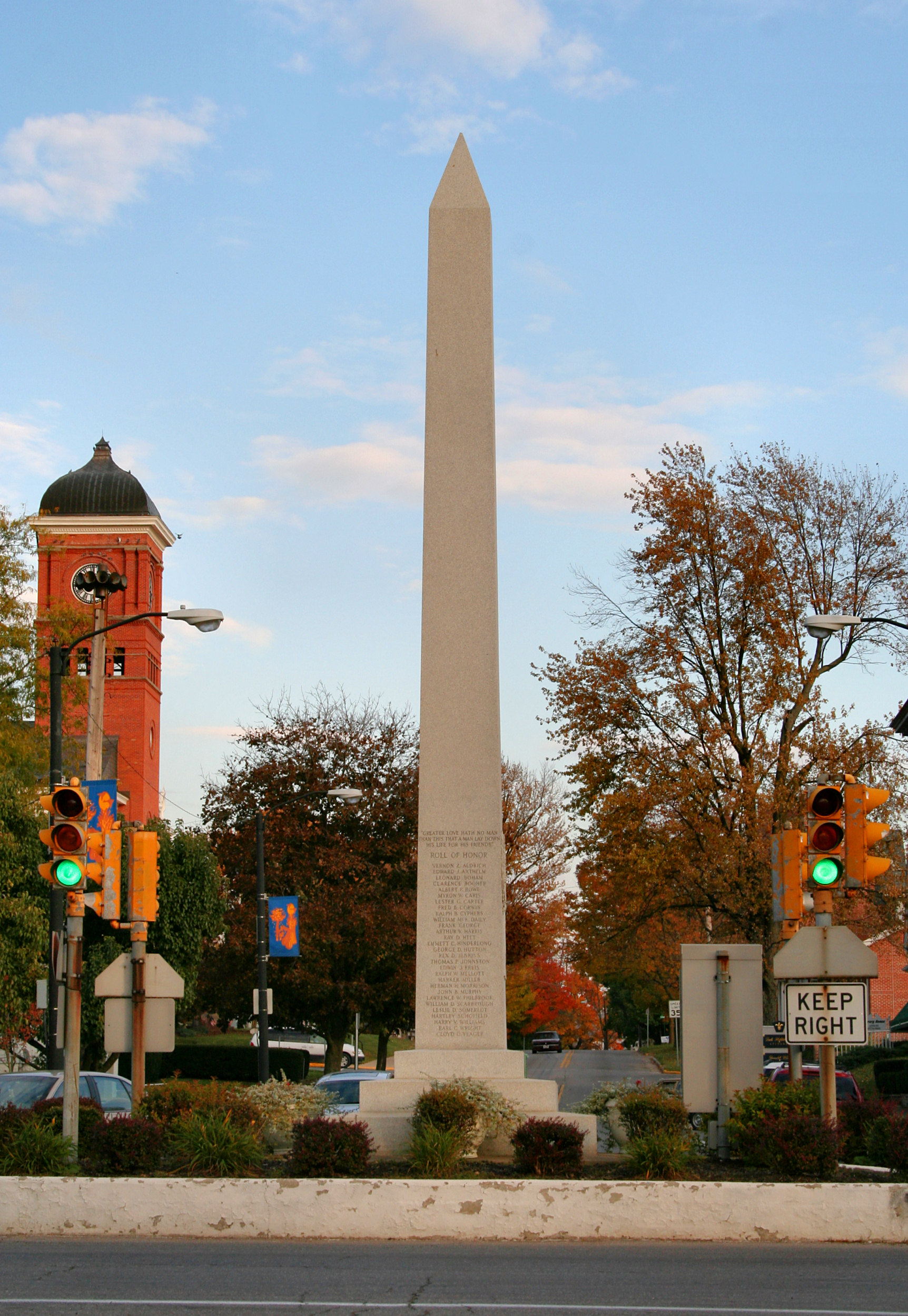
Monumento a la victoria en una rotonda
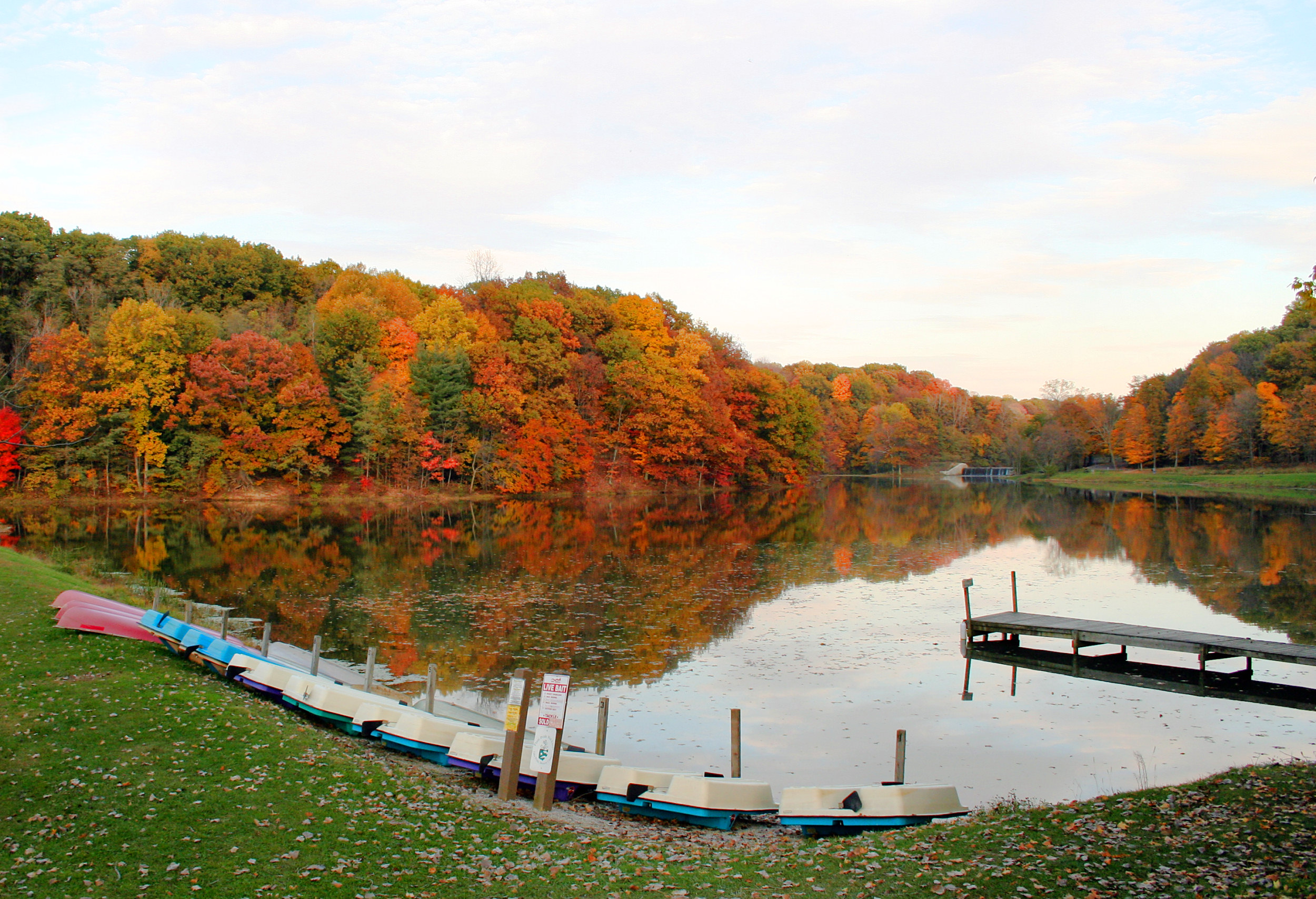
Parque del municipio